# 김한정
김한정(金漢正, 1963년 9월 6일~)은 대한민국의 정치인으로, 제20·21대 국회의원이다.

## 경력
- 1989 평화민주당 입당
- 1989~1992 평화민주당→신민주연합당→민주당 김대중 총재 공보비서
- 1998~1999 이종찬 국가정보원장 보좌역
- 1999~2003 대통령비서실 제1부속실장(김대중 정부)
- 2000 김대중 대통령 평양 남북정상회담 수행
- 2003~2005 김대중 전 대통령 비서실장
- 2003~2005 아시아태평양민주지도자회의(FDL-AP) 사무총장
- 2006~2007 미국 코넬대학교 동아시아센터 초청연구원
- 2010~2011 가천대학교 사회정책대학원 교수, 대외협력처장
- 2012 제19대 국회의원 선거 민주통합당 서울 양천구 을 국회의원 예비후보
- 2012~2012 제18대 대통령 선거 민주통합당 문재인 대통령 후보 수행단장, 민주통합당 인재영입위원회 부위원장
- 2013~2016 연세대학교 동아시아국제학부(원주) 객원교수
- 2014 제6회 전국동시지방선거 경기도 남양주시장 새정치민주연합 후보
- 2016년 4월 13일: 대한민국 제20대 국회의원 선거 당선(경기 남양주시 을, 더불어민주당, 초선)
- 2016~2024 더불어민주당 경기도당 남양주시 을 지역위원회 위원장
- 2016~2017 더불어민주당 원내부대표(정책)
- 2017~2017 제19대 대통령 선거 더불어민주당 문재인 대통령 후보 중앙선거대책위원회 전략본부 부본부장
- 2018~2020 더불어민주당 한반도비핵화대책특별위원회 간사
- 2019~2020 더불어민주당 세계한인민주회의 부의장
- 2019~2020 더불어민주당 후쿠시마원전오염수해상방출대응특별위원회 위원장
- 2020년 4월 15일: 대한민국 제21대 국회의원 선거 당선(경기 남양주시 을, 더불어민주당, 재선)
- 2020 더불어민주당 6.15남북공동선언20주년특별위원회 위원장
- 2020~2021 더불어민주당 정책위원회 선임부의장
- 2020~2021 더불어민주당 국난극복 K-뉴딜위원회 코로나 국난극복본부 본부장
- 2020~2021 더불어민주당 한반도 TF 위원
- 2020~국회 한반도평화포럼 대표의원
- 2020~한일의원연맹 상임간사
- 2021~2022 더불어민주당 국제위원회 위원장
- 2022~2022 더불어민주당 비상대책위원
- 2022.09~2023.11: 더불어민주당 정책위원회 제4정책조정위원장

의정 활동
- 2016.05~2020.05: 제20대 국회의원(경기 남양주시 을, 더불어민주당, 초선)
  - 2016.06~2017.05: 제20대 국회 전반기 운영위원회 위원
  - 2016.06~2017.09: 제20대 국회 전반기 농림축산식품해양수산위원회 위원
  - 2016.06~2017.05: 제20대 국회 전반기 예산결산특별위원회 위원
  - 2016.06~2017.07: 제20대 국회 전반기 미래일자리특별위원회 위원
  - 2016.11~2017.01: 제20대 국회 박근혜 정부의 최순실 등 민간인에 의한 국정농단 의혹사건 진상규명을 위한 국정조사특별위원회 위원
  - 2017.08~2018.05: 제20대 국회 정치개혁특별위원회 위원
  - 2017.09~2018.05: 제20대 국회 전반기 교육문화체육관광위원회 위원
  - 2018.07~2020.05: 제20대 국회 후반기 행정안전위원회 위원
  - 2018.08~2019.06: 제20대 국회 남북경제협력 특별위원회 위원
- 2020.05~2024.05: 제21대 국회의원(경기 남양주시 을, 더불어민주당, 재선)
  - 2020.06~2022.07: 제21대 국회 전반기 정무위원회 위원
  - 2020.06~2022.07: 제21대 국회 전반기 예산결산특별위원회 위원
  - 2020.09~2022.07: 제21대 국회 전반기 정무위원회 법안심사제1소위원회 위원
  - 2020.09~2022.07: 제21대 국회 전반기 정무위원회 예산결산심사소위원회 위원장
  - 2021.09~2022.02: 제21대 국회 전반기 예산결산특별위원회 위원
  - 2022.07~2024.05: 제21대 국회 후반기 산업통상자원중소벤처기업위원회 간사
  - 2023.02~2024.05: 제21대 국회 첨단전략산업 특별위원회 위원

## 범죄전력

### 주한미국상공회의소 점거·감금·손괴·방화예비
1985년 10월 25일부터 11월 3일까지 김한정(서울대학교 국제경제학과 4학년)은 같은 학교 학생인 구본웅, 김용휘 등과 함께 서울대학교, 연세대학교 등 서울특별시 내 7개대 민족자주권수호투쟁위원회 위원장 및 위원들을 포섭하여 10여차례에 걸쳐 주한미국대사관 등 외국기관 점거 대상을 찾았고, 경비 관계상 여의치 않자 주한미국상공회의소 사무실을 점거 농성하기로 모의하였다.
김한정은 연세대학교, 서강대학교, 이화여자대학교가 소속된 전학련서부지역평의회 학생들을 포섭하였고, 사전에 2차례 현장을 답사했다.
1985년 11월 4일 오전 10시 김한정은 조선호텔 부근 중앙다방 등에서 13명의 공범들과 집결하였고, 10시57분 경 남부지역평의회 회원 7명을 이끌고 호텔 후문 지하 1층 비상계단 등을 통해 3층 307호실에 들어간 뒤 주한미국상공회의소 서울사무소를 점거하였다.
김한정은 다른 남학생 10명과 함께 실내 책상, 의자 등으로 출입문에 바리케이트를 치는 방법 등으로 공범들과 사무실 여직원 3명을 감금하였다.
김한정은 공범들과 석유와 솔벤트통 등을 챙겨 공범 김귀식(연세대학교 신문방송학과 4학년)이 사무실 바닥 카페트에 석유 1되 반을 뿌리는 등 방화를 시도하였다.
1985년 11월 5일 서울특별시경찰국은 김한정을 폭력행위등처벌에관한법률위반(불법감금·업무방해·재물손괴), 현주건보물방화예비음모로 구속했다.
1심에서 징역 2년을 선고받았으나 항소에서 징역 2년 집행유예 3년을 선고를 받아 1986년 8월 9일 폭력행위등처벌에관한법률위반, 현존건조물방화예비로 징역 2년 집행유예 3년 판결이 확정되었고, 1987년 7월 10일 노태우 대통령이 특별사면했다.

### 금지 장소에서 선거운동
대한민국 제20대 국회의원 선거를 앞둔 2016년 3월 1일 예비후보 신분으로 남양주시 소재 멀티플렉스 영화관에서 유권자들에게 명함 50여장을 배포한 혐의로 의정부지방검찰청 서성호 검사가 기소하여 1심에서 벌금 80만원을 구형했으나 의정부지방법원 형사합의12부(허경호 부장판사)는 "공소사실을 인정하고 반성하는 점, 명함 배부시간이 짧고 배부량이 적은 점, 위법성을 인식못 한 정황이 명확한 점 등을 고려해 양형했다"면서 벌금 50만원을 선고했다.

### 유권자에게 향응 제공
대한민국 제21대 국회의원 선거를 앞둔 2019년 10월 선거구인 경기도 남양주시 지역 온라인 커뮤니티 운영진 4명과의 식사 자리에서 발렌타인 30년산 70만원 상당의 양주를 선물한 공직선거법 위반으로 2020년 10월 15일 불구속 기소한 검찰이 벌금 150만원을 구형했고 2021년 1월 15일 의정부지방법원 형사합의13부(부장판사 정다주)는 "회원 수가 1~2만 명에 달해 영향력을 배제할 수 없다”며, 양주 한 병 가격을 백화점 판매가인 105만원으로 보고 김 의원이 전체 동석자 6명 중 선거구민 4명(66.7%)에게 70만원 상당의 양주를 제공한 점과 동종 전력 범죄를 감안해 구형 대로 150만원을 선고했다.
서울고등법원 형사6-1부(김용하·정총령·조은래 부장판사)가 재판한 항소심에서 김 의원 측의 "당시 다른 곳에서 마시다 남은 양주 반병 정도를 제공했다"는 주장은 인정하지 않으면서 "양주 가격 산정이 너무 높다"는 주장에 대해 "백화점에서 구입했다는 증거가 없다"면서 백화점 판매가가 아닌 일반 소매점 기준으로 50만원으로 보고 4명에게 33만원 상당의 양주를 제공했다는 게 재판부의 판단으로 식사비는 각자 지출해서 경제적 이익이 없는 것으로 보고 1심 판결을 파기하고 벌금 90만원을 선고했다.(2021노116)

## 논란
2019년 10월 3일 문재인 하야 범국민투쟁운동본부 등 보수 단체들이 조국 법무부 장관의 퇴진을 요구하며 광화문에서 연 집회에서 '청와대 함락', '문재인 체포' 등 발언을 한 사실이 알려져 논란이 일자 김한정은 집회 다음 날 열린 국회 행정안전위원회의 경찰청 국정감사에서 민갑룡 경찰청장에게 "집회 내란선동죄 책임자들을 처벌해달라"며 고발장을 제출한 것을 두고 참여연대가 '민주주의 훼손' 우려를 표시하자 "끼어들 데 끼어들라"며 반박하며 내란 선동 고발은 평화집회 참여자를 향한 것이 아니라 폭력을 준비, 교사하고 정부 전복을 함부로 선동한 극우맹동세력에 대한 경고"라고밝혔다.

## 학력
- 1976년 2월 아라국민학교 졸업
- 1979년 2월 마산동중학교 졸업
- 1982년 2월 휘문고등학교 졸업
- 1989년 2월 서울대학교 사회과학대학 국제경제학과 졸업
- 1994년 9월 미국 뉴저지 Rutgers University 대학원 정치학과 입학
- 1998년 5월 미국 뉴저지 Rutgers University 대학원 박사과정 수료

## 수상
- 2016 제4회 국회의원 아름다운말 선플상
- 2016 더불어민주당 국정감사 우수의원상
- 2017 국회도서관 이용 최우수 국회의원상
- 2017 2016년도 국회사무처 입법 및 정책개발 우수 국회의원
- 2017 수도권일보·시사뉴스 국정감사 우수의원
- 2018 제17회 대한민국 의정 대상
- 2018 더불어민주당 국정감사 우수의원상
- 2019 2018년도 입법 및 정책개발 우수 국회의원
- 2019 더불어민주당 국정감사 우수의원상
- 2019 수도권일보·시사뉴스 국정감사 우수의원
- 2020 수도권일보·시사뉴스 국정감사 우수의원

## 저서
- <나의 멘토 김대중: DJ와 함께한 청춘이야기>
- <김한정의 경쾌한 도시자치 이야기: 남양주, 날다>
- <남양주 시민과 함께 걸어가는 김한정의 길>

## 역대 선거 결과
|  | 46.06% |

|  | 38.63% |

|  | 59.08% |

## 소속 정당
| 소속 정당 | 소속 정당      | 소속 기간 | 비고      |
| --------- | -------------- | --------- | --------- |
|           | 평화민주당     | 1989~1991 | 정계 입문 |
|           | 신민주연합당   | 1991      | 당명 변경 |
|           | 민주당         | 1991~1995 | 합당      |
|           | 무소속         | 1995      | 탈당      |
|           | 새정치국민회의 | 1995~1998 | 창당      |
|           | 무소속         | 1998~2003 | 탈당      |
|           | 새천년민주당   | 2003~2005 | 복당      |
|           | 민주당         | 2005~2007 | 당명 변경 |
|           | 중도통합민주당 | 2007      | 합당      |
|           | 무소속         | 2007      | 탈당      |
|           | 대통합민주신당 | 2007~2008 | 창당      |
|           | 통합민주당     | 2008      | 합당      |
|           | 민주당         | 2008~2011 | 당명 변경 |
|           | 민주통합당     | 2011~2013 | 합당      |
|           | 민주당         | 2013~2014 | 당명 변경 |
|           | 새정치민주연합 | 2014~2015 | 합당      |
|           | 더불어민주당   | 2015~현재 | 당명 변경 |

## 같이 보기
- 김대중
- 국민의 정부
- 김대중 정부
- 2000년 남북정상회담
- 노벨 평화상
- 대한민국 제20대 국회의원 선거
- 박근혜-최순실 게이트
- 대한민국 제21대 국회의원 선거
- 남양주시의 국회의원
- 남양주시 을